# Montagnac-la-Crempse
Montagnac-la-Crempse är en kommun i departementet Dordogne i regionen Nouvelle-Aquitaine i sydvästra Frankrike. Kommunen ligger i kantonen Villamblard som tillhör arrondissementet Bergerac. År 2022 hade Montagnac-la-Crempse 391 invånare.

## Befolkningsutveckling
Antalet invånare i kommunen Montagnac-la-Crempse
Referens:INSEE